# Канунников, Михаил Яковлевич
Михаил Яковлевич Канунников (1902, д. Чурилово, Любимский уезд, Ярославская губерния, Российская империя — 26 августа 1984, Москва, РСФСР) — советский партийный деятель, первый секретарь Кировского (1938-1940), Куйбышевского (1940-1942), Ярославского (1942) и Псковского областных комитетов ВКП(б) — КПСС (1951—1961).

## Биография
Родился в крестьянской семье. Окончив сельскую школу, работал разносчиком молока в Петрограде (1913-1918 гг.), рабочим трудармии (1918-1921 гг.). В 1921 г. вступил в комсомол. Учился на годичных курсах совпартшколы г. Рыбинска. В 1922-1924 гг. работал слесарем и возглавлял комсомольскую организацию маслобойного завода Угличского района Ярославской губернии.
В 1924 г. был призван на военную службу. Служил на Черноморском флоте в г. Севастополе. Во время службы окончил школу механиков и получил звание старшины-машиниста. Член ВКП(б) с 1926 г. Демобилизовавшись в 1928 г., работал слесарем на 5-й государственной электростанции, в 1929-1931 гг. – секретарем парткома завода им. Володарского в г. Ленинграде. В 1931-1934 гг. учился на технологическом факультете Ленинградского машиностроительного института (отраслевого вуза Ленинградского политехнического института) но, проучившись три курса, перевелся в Ленинградский институт восточных языков и окончил его в 1935 г., получив специальность переводчика английского и японского языков. В 1935-1938 гг. был слушателем Московского института красной профессуры.
- май-июнь 1938 г. — исполняющий обязанности первого секретаря Кировского областного комитета ВКП(б),
- 1938—1940 гг. — первый секретарь Кировского областного комитета ВКП(б),
- 1940—1942 гг. — первый секретарь Куйбышевского областного комитета ВКП(б),
- 1942 г. — первый секретарь Ярославского областного комитета ВКП(б).
- 1942—1946 гг. — ответственный организатор управления кадров ЦК ВКП(б), инспектор управления кадров ЦК ВКП(б),
- 1947—1951 гг. — инспектор ЦК ВКП(б),
- 1951—1961 гг. — первый секретарь Псковского областного комитета ВКП(б)/КПСС.

Кандидат в члены ЦК КПСС (1952—1961). Член Центральной ревизионной комиссии ВКП(б) (1939—1952).
Депутат Верховного Совета СССР 1, 4, 5 созывов.
С апреля 1961 г. на пенсии.